# Anna Pfeffer
Anna Pfeffer, född den 31 augusti 1945 i Kaposvár, Ungern, är en ungersk kanotist.
Hon tog OS-silver i K-2 500 meter i samband med de olympiska kanottävlingarna 1968 i Mexico City.
Hon tog OS-brons i K-1 500 meter i samband med de olympiska kanottävlingarna 1972 i München.
Hon tog därefter OS-silver igen i K-2 500 meter i samband med de olympiska kanottävlingarna 1976 i Montréal.